# Брюссельська сесія Ради НАТО 1970
Брюссельська сесія Ради НАТО — міжнародний саміт представників держав-членів Північноатлантичного договору, проходив 2—4 грудня 1970 року у Брюсселі. Сесія НАТО в Брюсселі прийняла план нарощування військового потенціалу країн-учасниць НАТО, відомий як «План АД-70».

## Головні питання
На Брюссельській сесії Ради НАТО було узгоджено план нарощування військового потенціалу країн — членів НАТО з метою забезпечення необхідного рівня обороноздатності — програмний документ Північноатлантичного альянсу, який визначав основні напрямки його діяльності на десятиліття, що почалося. Зокрема, на сесії Ради був прийнятий відомий військовий план АД-70, що передбачав значне збільшення чисельності і оснащення збройних сил країн НАТО на 1973–1976 роки. Згідно з «Програмою укріплення європейської оборони» планувалося протягом п'яти наступних років витратити понад 1 млрд доларів, у тому числі 420 млн спрямувати на розвиток військової інфраструктури. Інша частина суми була спрямована на вдосконалення системи зв'язку Альянсу.
Завдання НАТО у воєнній галузі передбачали:
1. укріплення потенціалу звичайних збройних сил, усунення кількісних недоліків в Об'єднаних збройних силах НАТО;
2. підтримання постійних стратегічних і тактичних ядерних сил як доповнення до звичайних сил;
3. продовження консультацій з визначення чіткої ролі тактичної ядерної зброї.

За свідченням президента США Р. Ніксона, учасники Північноатлантичного альянсу при цьому виходили з трьох варіантів стратегії, які передбачали: упор на розвиток і використання тільки звичайних сил; застосування на ранніх стадіях конфлікту ядерної зброї; гнучку стратегію, що не зумовлювала і не нав'язувала якийсь конкретний вид реагування. Стратегія отримала назву «реалістичного стримування».

Одне з положень плану свідчило: 
|  | Сучасна військова стратегія НАТО — стратегія стримування і оборони, з лежачими в її основі принципами гнучкості відповіді і висунутої оборони, залишається дійсною. Вона як і раніше буде вимагати відповідного поєднання ядерних і звичайних сил. |

В цілому, офіційної стратегією блоку залишалося «гнучке реагування». Однак завдання НАТО у військовій області формулювалися з урахуванням вимоги більшої «гнучкості» в разі збройного конфлікту з соціалістичними країнами.

## Наслідки
У рамках програми американські союзники забезпечували приблизно 90% особливого складу сухопутних сил, 75% військово-повітряних сил і 80% військово-морських сил, які у випадку військового конфлікту переходили у розпорядження Верховного головнокомандувача Об'єднаними збройними силами НАТО в Європі.
1970 року було прийнято Декларацію про зміцнення міжнародної безпеки, Декларацію про принципи міжнародного права щодо дружніх відносин і співробітництва між державами згідно зі Статутом ООН.